# PMC:ザ・バンカー
『PMC:ザ・バンカー』（ピーエムシー: ザ・バンカー、原題：PMC: 더 벙커、英題：Take Point）は、2018年の韓国映画。脚本・監督は、映画『テロ、ライブ』のキム・ビョンウ。主演はハ・ジョンウ、イ・ソンギュン。
日本では2020年公開。

## ストーリー
PMC（民間軍事会社）「ブラックリザード」に所属するエイハブと彼のチームである「ラプター16」は、CIAの依頼により軍事境界線の地下にある要塞から北朝鮮の最高指導者を確保する任務を請け負う。確保は難なく成功。しかし、その直後中国に雇われた別のPMCが最高指導者を取り返すために要塞を襲撃。圧倒的重武装をした敵PMCの前に、エイハブのチームは劣勢に立たされる。
エイハブは最高指導者の側近であるユン医師に負傷した指導者の救助を協力してもらったことをきっかけに彼と共闘し、この状況を乗り切ろうとする。

## キャスト
エイハブ
演 - ハ・ジョンウ、日本語吹替 - 内田夕夜
「ラプター16」のチームリーダー。韓国人。優秀な指揮官だが軍時代の事故で片足を失い義足であるため、あくまでチームあっての傭兵。
ユン・ジイ医師
演 - イ・ソンギュン、日本語吹替 - 堀川仁
北朝鮮の最高指導者・通称「キング」の側近医師。韓国で教育を受けている。
エージェント・マッケンジー
演 - ジェニファー・イーリー、日本語吹替 - 今泉葉子
ローガン
演 - スペンサー・ダニエルズ、日本語吹替 - 峰晃弘
「ラプター16」のインターン。イリノイ州出身のアメリカ人であり、ハッカーとしての技能を持つ。
マーカス
演 - ケヴィン・デュランド、日本語吹替 - 山本兼平
「ラプター16」の一員。ラトビア人。強欲で冷酷な傭兵。
ジェラルド
演 - マリク・ヨバ、日本語吹替 - 佐々健太
「ラプター16」の一員。シエラレオネ人。仲間思いで義侠心のある傭兵。
ディミトリ
演 - ジェフ・ボズレー
「ラプター16」の一員。ベラルーシ人。
マルセル
演 - ポール・マクセナー
「ラプター16」の一員。ルーマニア人。
ペドロ
演 - ホルヘ・ルイス・パロ
「ラプター16」の一員。コロンビア人。
カルロス
演 - リヴィウ・コワルスキ
「ラプター16」の一員。キューバ人。
ホセ
演 - フリアン・ジャキン
「ラプター16」の一員。メキシコ人。
バオ
演 - カデン・ヴー
「ラプター16」の一員。ベトナム人。
JP
演 - ヴァルツェハ・ワイカ
「ラプター16」の一員。ポーランド人。
ネルソン
演 - ジャック・リヨン
「ラプター16」の一員。アンゴラ人。
サミル
演 - ヤコブ・クラム
「ラプター16」の一員。パキスタン人。
エージェント・チャールズ
演 - イステヴァン・メドヴィージ
エージェント・ダイアン
演 - バリ・ツァバリス
マクレガー大統領
演 - ロバート・カーティス・ブラウン
アメリカの大統領。
チェ・イヒョン
演 - カン・シンチョル
ファーストサービスの傭兵。元「ラプター16」のメンバー。
キング
演 - ソン・ウクヒョン
北朝鮮の最高指導者。
ジス
演 - シン・ヒョンビン ※特別出演
エイハブの妻。

## 用語解説
ブラックリザード
アメリカの民間軍事会社。東欧、南米、アジア出身のアメリカ不法移民による傭兵を雇用しており、チーム「ラプター16」は韓国の特殊部隊出身のエイハブがリーダー。
ファーストサービス
中国の民間軍事会社。豊富な資金力を有し、他のPMCから傭兵を引き抜いたりもする。「ラプター16」の襲撃後、バンカーに突入する。
大統領選
劇中ではアメリカのマクレガー大統領が北朝鮮の非核化を条件に経済制裁を解除したため、アメリカ経済が不安定となり支持率が低下、再選が危ぶまれている。
北朝鮮の委員長たるキングを確保することがこれらの解決となるため、彼の身柄には500万ドルの懸賞金がかかっている。一方、中国も北朝鮮の実効支配のために彼を狙っている。
バンカー
韓国と北朝鮮の間の軍事境界線の地下にある要塞。